# Liechtenstein nos Jogos Olímpicos de Inverno de 1988
Liechtenstein participou dos Jogos Olímpicos de Inverno de 1988 na cidade de Calgary, no Canadá.

## Medalista

### Bronze
- Paul Frommelt — Esqui alpino, slalom masculino